# 玉井孝
玉井 孝（たまい たかし、1929年〈昭和4年〉11月5日 - 2016年〈平成28年〉12月21日）は、日本のアナウンサー・司会者。元、ラジオ神戸（CR、現：ラジオ関西 (CRK)）・朝日放送（ABC）アナウンサーで、アクト・アカデミー芦屋の校長も務めた。

## 出演番組
特記事項のないものはすべてABC制作の番組。

### 報道・情報ワイドショー番組
| 期間      | 期間      | 番組名                                       | 役職                                             | 備考 |
| --------- | --------- | -------------------------------------------- | ------------------------------------------------ | --- |
| 1958年5月 | 1968年9月 | ポーラ婦人ニュース                           | キャスター                                       | 当時、同局のキー局であったTBSとの共同制作にて放送                                                          |
| 1971年4月 | 1972年3月 | モーニングジャンボ（TBS制作）                | 司会                                             | TBSへの出向期間中に出演                                                                                    |
| 1972年4月 | 1975年3月 | モーニングジャンボ奥さま8時半です（TBS制作） | 司会                                             | 同上、毎日放送との腸捻転解消によるネットチェンジに伴い降板と同時に出向満了                                 |
| 1975年4月 | 1989年3月 | おはようワイド・土曜の朝に                   | メイン司会                                       | キー局をNET→テレビ朝日系列にネットチェンジして初めての同局制作・全国ネット（系列外も含めて）番組として放送 |
| 1979年4月 | 時期不明  | おはよう朝日です                             | リポーター                                       | |
| 1983年1月 | 1985年9月 | バラエティワイド こんな時α                   | 月曜日コーナー『おやおやマンデー』レギュラー担当 | キー局のテレビ朝日ほか一部地域では、番組と同時間帯に『こんにちは2時』を放送                                |

### ドラマ・紀行関連・特別番組・その他
- これが万国博だ（1969）
- 幕開く日本万国博（日本民間放送連盟加盟全テレビ局共同制作、1970）：日本万国博覧会開会式中継番組、開会式実況担当
- 葉蔭の露（1979.11.9）:ナレーター
- 女ひとり旅 司会・ナレーション（1986.1.9-1986.10.23）
- 必殺シリーズ ナレーション
  - 年忘れ必殺スペシャル 仕事人アヘン戦争へ行く 翔べ!熱気球よ香港へ（1983.12.30）
  - 必殺仕事人意外伝 主水、第七騎兵隊と闘う 大利根ウエスタン月夜（1985.1.4）
  - 必殺まっしぐら! （1986.8.8-10.31）
  - 必殺仕事人ワイド 大老殺し 下田港の殺し技珍プレー好プレー（1987.10.2）
  - 必殺スペシャル・新春 決定版!大奥、春日野局の秘密 主水、露天風呂で初仕事（1989.1.3）
- 関西進行形（プロデュース）
- 土曜バンバン（プロデュース）
- 映像タイムトラベル ナレーション（1992.4.9-2002.3.28）
- 皇太子殿下・雅子ご成婚記念特別番組 司会 （1993）
- 終戦50周年特別番組捜そう50年前のあなた 司会（1995）
- あしたは土曜日 司会（岡山放送）